# 東新城站
東新城站（日语：／ Higashishinjō eki */?）是位於宮城県氣仙沼市川原崎，東日本旅客鐵道（JR東日本）氣仙沼線BRT（巴士快速交通系統）的巴士站。

## 歷史
因東日本大地震，在2016年3月，JR東日本決定把氣仙沼線柳津站至氣仙沼站之間的鐵路服務被轉換為BRT。隨後，為了方便乘客使用BRT，氣仙沼市向JR東日本提出設置多個新站，此站便是其中一座新建車站。
關於與巴士路線競爭問題，由於市內所有巴士路線都是受委託，因此不會對私人營運商產生影響。在2020年6月，氣仙沼市地域公共交通會議中決定建設此站。

### 年表
- 2016年（平成28年）7月：氣仙沼市向JR東日本申請新設9座車站，包括此站[2]。
- 2020年（令和2年）6月3日：在令和2年度第1回氣仙沼市地域公共交通會議中提及設置此站，在會議中同意建設此站[2][3]。並預定在令和4年春建成。
- 2021年（令和3年）6月25日：JR東日本發表新設此站[4][5][6]。
- 2022年（令和4年）3月12日：車站啟用[7][8]。

## 巴士站構造
巴士站是建設於巴士專用道上，該道路原本是路軌。此站沒有候車室或廁所，在月台上設有上蓋、長椅、公車定位系統監察器。

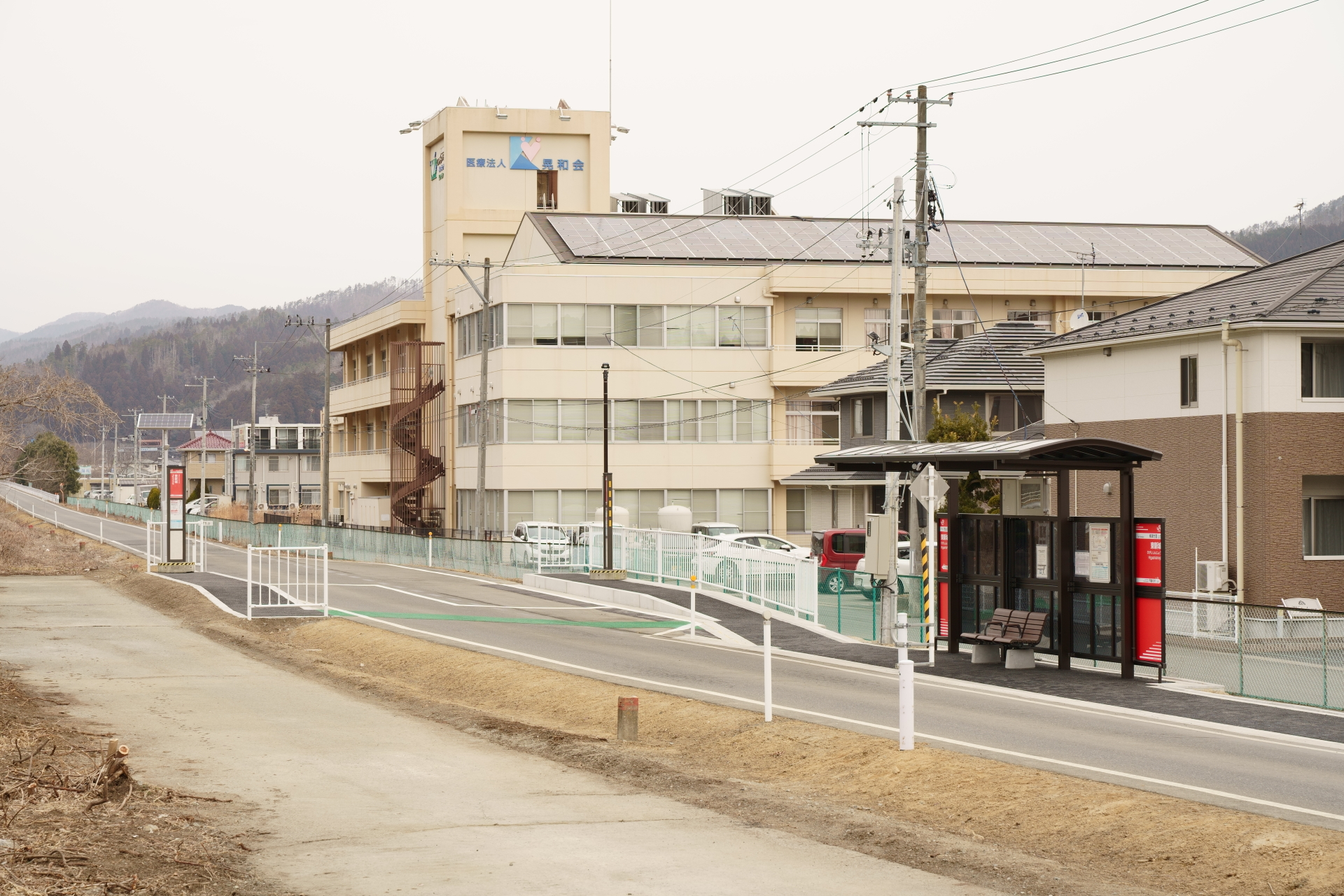
車站全景。左後方為氣仙沼站方向（2022年3月）

## 使用狀況
根據JR東日本的資料，在2022年度（令和4年度）1日平均乘車人次為21人。
以下為巴士站啟用後的使用狀況：
| 乘車人次變化       | 乘車人次變化     | 乘車人次變化   |
| 年度               | 1日平均 乘車人次 | 參考資料       |
| ------------------ | ---------------- | -------------- |
| 2021年（令和03年） | 18               | [ 使用人次 2 ] |
| 2022年（令和04年） | 21               | [ 使用人次 1 ] |

## 巴士站周邊
巴士站是位於人口集中的氣仙沼市東新城地區，附近設有醫療機構和商店。
- 國道45號（日语：国道45号）氣仙沼繞道（日语：気仙沼バイパス）
- 氣仙沼信用金庫（日语：気仙沼信用金庫）東新城分店

## 相鄰巴士站
東日本旅客鐵道（JR東日本）
■氣仙沼線BRT
不動之澤－東新城－氣仙沼

## 注腳
1. ↑  . レスポンス. イード. 2016-03-18  [2022-02-27]. （原始内容存档于2021-08-15） （日语）.
2. 1 2 3 4 5   (PDF). 気仙沼市. 2020-06-03  [2022-02-27]. 原始内容存档于2022-02-07 （日语）.
3. ↑  . 気仙沼市. 2021-02-09  [2022-02-27]. 原始内容存档于2024-01-17 （日语）.
4. ↑   (PDF) (新闻稿). 東日本旅客鉄道盛岡支社、東北工事事務所. 2021-06-25  [2021-06-25]. （原始内容 (PDF)存档于2021-06-27） （日语）.
5. ↑  . 河北新報ONLINE NEWS. 2021-06-26  [2022-02-27]. （原始内容存档于2021-06-28） （日语）.
6. ↑  . 朝日新聞デジタル. 2021-06-30  [2022-02-27]. （原始内容存档于2021-07-02） （日语）.
7. ↑   (PDF) (新闻稿). 東日本旅客鉄道盛岡支社、東日本旅客鉄道仙台支社. 2022-01-26  [2022-02-27]. （原始内容 (PDF)存档于2022-01-26） （日语）.
8. ↑  . 三陸新報. 2022-01-28  [2022-02-27]. （原始内容存档于2022-01-28） （日语）.
9. ↑  . 三陸新報. 2022-03-01  [2022-03-03]. （原始内容存档于2022-03-01） （日语）.

使用人次
1. 1 2  . 東日本旅客鉄道.   [2023-07-07]. （原始内容存档于2023-07-07） （日语）.
2. ↑  . 東日本旅客鉄道.   [2022-08-02]. （原始内容存档于2024-03-03） （日语）.

## 外部連結
- 車站資訊（東新城）：東日本旅客鐵道